# Selección de béisbol de Panamá Metro
Panamá Metro es el equipo de béisbol que representa a parte de la Provincia de Panamá en la Liga de Béisbol de Panamá en las categorías Juvenil y Mayor.   En la categoría Mayor, Panamá Metro ha logrado coronarse campeón nacional 9 veces. En la categoría Juvenil, Panamá Metro se ha coronado campeón en 1987, 1988, 1989, 1990, 1991, 1992, 1994 y 2010.

## Historia
El equipo de Panama Metro fue fundando en 1975 luego de la división deporttiva de la Provincia de Panamá en dos: Panamá Metro y Panamá Oeste. El equipo de Panamá Metro tiene 25 títulos en los campeonatos nacionales. En 2010, Panama Metro logró su triunfo número 800.

## Jugadores destacados
Entre los jugadores que han logrado múltiples campeonados en ambas categoriías incluyen a Rodirgo Merón, Rodrigo Orozco, José Murillo, Abdiel Cumberbatch, Rafael Medina, Emilio Sempris, Gino Asprilla, y Luis Molina,